# Leucauge argenteanigra
Leucauge argenteanigra este o specie de păianjeni din genul Leucauge, familia Tetragnathidae. A fost descrisă pentru prima dată de Karsch, 1884.
Este endemică în São Tomé. Conform Catalogue of Life specia Leucauge argenteanigra nu are subspecii cunoscute.